# Form follows function
Der Ausdruck Form follows function (englisch für: ‚Form folgt Funktion‘, im Deutschen oftmals auch als vollständiger Satz „Die Form folgt der Funktion“ gebraucht) (FFF) ist ein Designleitsatz insbesondere aus dem Produktdesign und der Architektur. Die Gestalt (äußere Form) von Gegenständen soll sich dabei aus ihrer Funktion oder ggf. ihrem Zweck ableiten; im Gegenzug kann man nach Abschluss der Formgebung aus der Form des designten Gegenstands gegebenenfalls auf dessen Funktion bzw. Zweck rückschließen.
Unter Vertretern bzw. Anhängern dieses Grundkonzepts lassen sich grob zwei Hauptrichtungen unterscheiden, ob nämlich die Befolgung dieses Leitsatzes in Architektur oder Design die Verwendung rein verzierender, also nicht der praktischen Funktion dienender Mittel ausschließen soll oder nicht.

## Entstehung
Erstmals genannt wird der Terminus von dem amerikanischen Bildhauer Horatio Greenough, der schon 1852 im Zusammenhang mit den organischen Prinzipien der Architektur von form follows function spricht.
Der Begriff wird kurze Zeit später in der Architektur aufgegriffen und ist Teil eines berühmten Ausspruchs des amerikanischen Architekten und Hauptvertreters der Chicago School, Louis Sullivan, eines der ersten großen Hochhausarchitekten. Die Fassaden vieler früher Hochhäuser waren vollständig ornamentiert worden.

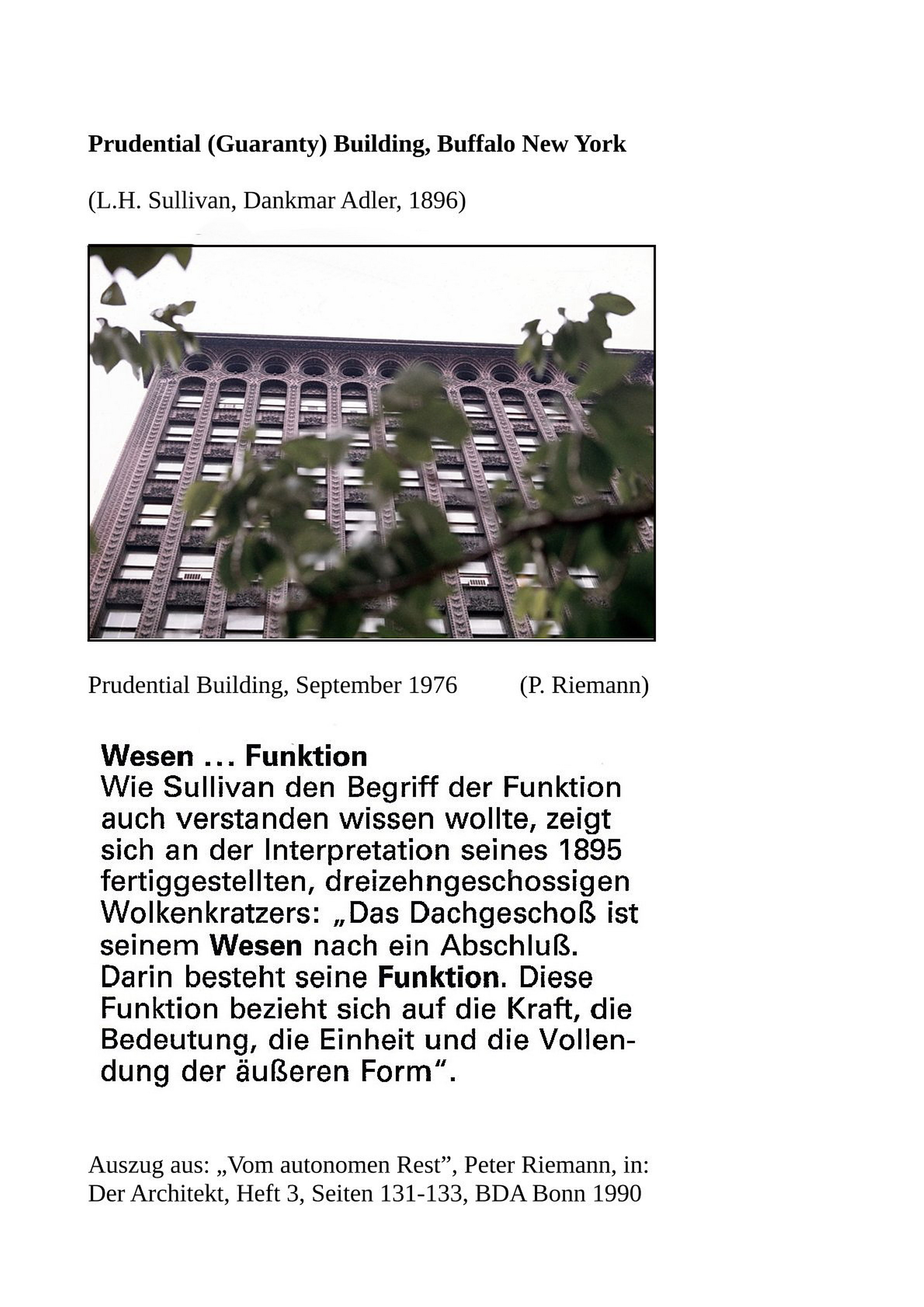
„Inhalt und Form sind miteinander verknüpft, als Teile des ganzen Wesens eines Gebäudes“, zit. nach Julius Posener

„Es ist das Gesetz aller organischen und anorganischen, aller physischen und metaphysischen, aller menschlichen und übermenschlichen Dinge, aller echten Manifestationen des Kopfes, des Herzens und der Seele, dass das Leben in seinem Ausdruck erkennbar ist, dass die Form immer der Funktion folgt.“

Der Ausspruch kommt noch ein weiteres Mal in Sullivans Aufsatz vor:

“Whether it be the sweeping eagle in his flight, or the open apple-blossom, the toiling work-horse, the blithe swan, the branching oak, the winding stream at its base, the drifting clouds, over all the coursing sun, form ever follows function, and this is the law. Where function does not change form does not change.”

„Ob es der gravitätische Adler in seinem Flug ist oder die geöffnete Apfelblüte, das sich abplagende Arbeitspferd, der anmutige Schwan, die sich verzweigende Eiche, der sich schlängelnde Strom an seiner Quelle, die treibenden Wolken, über allem die scheinende Sonne – die Form folgt immer der Funktion, und dies ist das Gesetz. Wo die Funktion sich nicht ändert, ändert sich die Form nicht.“

Sullivan fordert damit keinen Verzicht auf Schmuck oder Ornamente, da zum Beispiel bei Repräsentationsbauten auch Zierrat ein funktionales Element sei. Auch Ästhetik und Symbolik selbst haben eine Funktion, insbesondere wenn es um Wohnraum für Menschen geht. Für Sullivan waren der Mensch und die Architektur untrennbar miteinander verbunden:

„So wie du bist, so sind auch deine Gebäude.“

Mit diesem Zitat wird die Reduzierung der Architektur auf die Begriffe "Form und Funktion" aufgehoben, denn ein Gebäude kann nicht dem Menschen ähneln, sondern nur dem Wesen nach wie er "sein". Diesen Begriff der "Wesenheit", oder "Essenz" führt Julius Posener ein, um zu beschreiben was Sullivan gemeint hatte: "Die Form solle nicht mehr der Funktion (der Nutzung), sondern dem Wesen folgen (nämlich der Aufgabenstellung, wobei die Nutzung nur ein Teil ist), bzw. dieses abbilden und ihm dienen, also etwa: form follows essence".

## Bauhaus

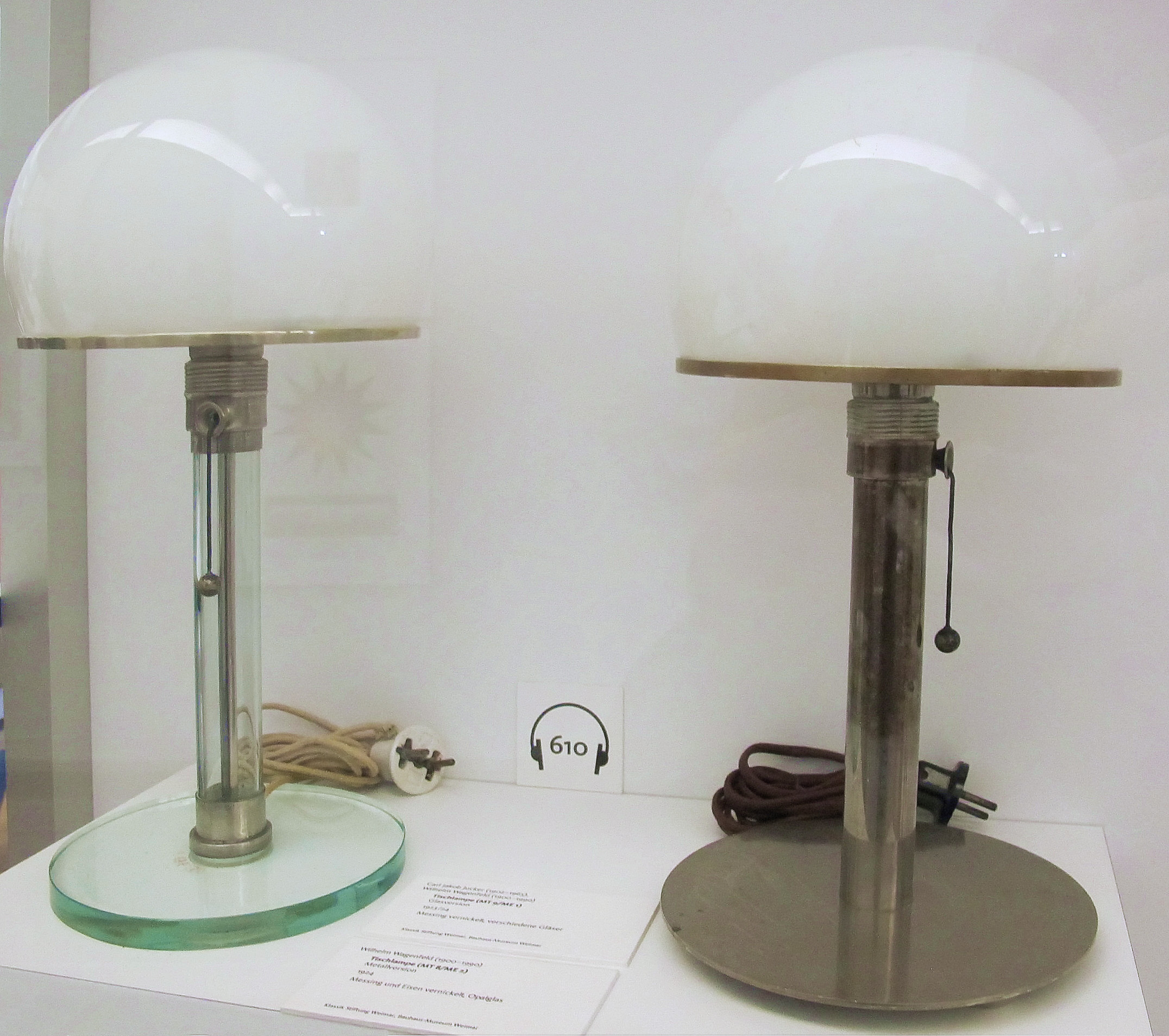
Die Bauhaus-Leuchte von Wilhelm Wagenfeld und Carl Jakob Jucker folgt dem Leitsatz Form follows function

Das Bauhaus interpretierte, anders als Sullivan, den Gestaltungsgrundsatz „form follows function“ als „Verzicht auf jegliches Ornament“. Kritiker wie Adolf Loos erhoben jedoch bereits damals den Einwand, dass auch eine („ornamentfreie“) überdimensionierte Glasfassade eines Hochhauses ohne praktischen Nutzen eine Art Ornament sei. Besser als in der Architektur zeigt sich der Einfluss von „form follows function“ in den am Bauhaus entwickelten Produkten. Der Einsatz neuartiger Werkstoffe und Technologien in den Werkstätten des Bauhauses eröffnete in der Entwicklung von Alltagsgegenständen oftmals revolutionäre Perspektiven – nicht zuletzt auch unter ökonomischen Gesichtspunkten – in der Gestaltung von Gebrauchsgegenständen aller Art, von der Lampe bis zur Architektur.
Ein Beispiel für ein Design-Produkt des Bauhauses, das dem Leitsatz Form follows function folgt, ist die Bauhaus-Leuchte von Wilhelm Wagenfeld und Carl Jakob Jucker.